# São Pedro (San Paolo)
São Pedro è un comune del Brasile nello Stato di San Paolo, parte della mesoregione di Piracicaba e della microregione omonima.

## Religione
Il Cristianesimo è presente nel comune come segue:

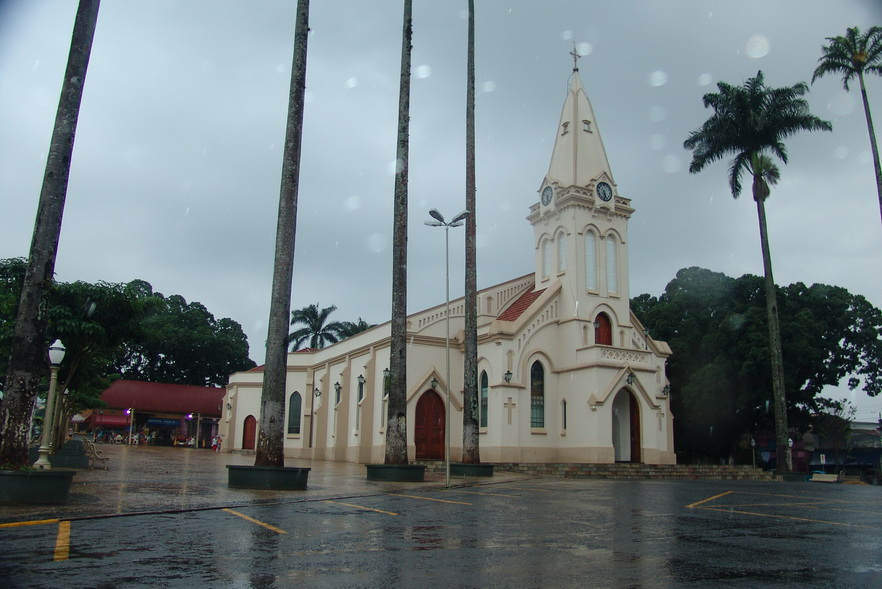
Chiesa di San Pietro

### Cattolicesimo
La chiesa cattolica nel comune fa parte della Diocesi di Piracicaba.

### Protestantesimo
In città sono presenti le credenze evangeliche più diverse, principalmente pentecostali, compresa la Chiesa Assemblee di Dio brasiliana (la più grande chiesa evangelica del paese), Chiesa Congregazione cristiana nel Brasile, tra gli altri. Queste denominazioni crescono sempre di più in tutto il Brasile.

## Gemellaggi
- El Trébol